# 반주삼매경
반주삼매경(Pratyutpanna Samādhi Sūtra)은 원래 《시방현재불실재전립정경(十方現在佛悉在前立定經)》을 말한다.

## 역사
반주(般舟)란 불현전(佛現前), 부처가 바로 앞에 나타나 계심의 뜻이다. 불립(佛立), 상행(常行) 등으로 의역한다. 산스크리트어 pratyutpanna를 번역한 것이다.
기원전 1세기경 인도 북서부의 간다라 지역에서 편찬된 초기 대승불교 경전이다. 이 경전의 전체 제목은 Pratyutpannabuddha Saṃmukhavasthita Samādhi Sūtra이며, 번역하면 "현존의 부처를 대면하기 위한 삼매에 관한 경전"이란 의미이다.
현재, 한글대장경의 불설반주삼매경은 후한(後漢)의 지루가참(支婁迦讖)이 197년에 한자로 번역한 것이다.
지루가참(支婁迦讖)은 후한시대에 중국에 온 역경승의 하나이다. 지루가참은 산스크리트어 로카 세마(Loka kṣema)의 음역이다. 뜻은 세상의 행복,평화이다.
지루가참에서 지는 대월지라는 의미이며, 루가참이 스님의 이름이다. 147년 후한의 뤄양으로 와서 183년(중평 3년)에 이르기까지 반주삼매경(般舟三昧經)·무량청정평등각경(無量淸淨平等覺經)·도행반야경(道行般若經)·수릉엄삼매경(首楞嚴三昧經)·아축불국경 등 14부(일설에 따르면 23부)의 경전을 번역하였다. 그가 사용하였던 원전은 거의 대승경전이었으므로, 이런 의미에서 그는 중국에 대승경전을 전한 최초의 인물이었다고 할 수 있다.
기원전 3세기 아쇼카왕과 함께, 2세기 카니슈카 대왕은 불교의 대보호자로 유명하다. 카니슈카 대왕을 제2의 아쇼카왕이라고 부른다. 카니슈카 대왕이 마명존자를 통해 제4차 불전결집(en:Fourth Buddhist council)을 하던 시기에 지루가참이 태어났다. 한국 조계종에서 제12대 조사로 공식적으로 인정하는 마명존자는, 어느날 카니슈카 대왕이 그의 법력을 시험하려고 여러날 굶긴 말 수십필을 그가 설법하는 자리에 끌어다 놓고 풀을 주었더니, 말들은 먹지를 않고 조용히 설법을 듣고 나서 슬프게 울었다고 해서, 마명이라고 부르게 되었다.

## 같이 보기
- 불경